# SV Nordring Stettin
Die Spielvereinigung Nordring Stettin war ein deutscher Fußballverein. Er war in der Hauptstadt der Provinz Pommern Stettin ansässig und nutzte den Richard-Lindemann-Sportplatz am nordwestlichen Stadtrand Stettins. Seine Vereinsfarben waren Rot-Weiß.

## Geschichte
Obwohl bereits 1921 gegründet, konnte Nordring Stettin während der Spielzeiten im Baltischen Rasen- und Wintersport-Verband die damals erstklassige Bezirksliga Stettin nicht erreichen. Auch bei der 1933 neu geschaffenen Gauliga Pommern wurde Nordring Stettin nicht berücksichtigt, so dass der Verein vorerst weiter unterklassig spielte. Das erste Mal überregional in Erscheinung trat Nordring Stettin 1935, als der Verein sich für die erstmalige Austragung des Tschammerpokals qualifizieren konnte. In der 1. Runde musste Nordring auswärts gegen Holstein Kiel antreten, das Spiel ging deutlich 1:7 verloren. Zur Saison 1938/39 gelang der erstmalige Aufstieg in die erstklassige Gauliga Pommern. Die Debütsaison beendete Nordring Stettin auf den fünften Tabellenplatz. In der darauf folgenden Saison 1939/40 konnte die Platzierung nochmals verbessert werden, am Saisonende stand Platz 3 in der Gruppe West zu buche. In der Saison 1940/41 wurde Stettin eine Änderung der Gauliga zum Verhängnis. Die Gruppe West der Gauliga Pommern wurde nach der Saison von acht auf sechs Teilnehmer verringert, demzufolge stiegen in dieser Saison drei Mannschaften ab. So musste auch Nordring Stettin, obwohl nur Drittletzter, den Gang in die zweitklassige Bezirksliga antreten. Einen Wiederaufstieg gelang bis zum Ende der Gauliga nicht mehr.
Spätestens mit Abschluss des Schweriner Grenzvertrages wurden alle deutschen Sportvereine aufgelöst.

## Bekannte ehemalige Spieler
- Karl-Heinz Steinbeck

## Erfolge
- Teilnahme am Tschammerpokal: 1935
- 3 Spielzeiten in der Gauliga Pommern: 1938/39, 1939/40, 1940/41